# Bistum Portalegre-Castelo Branco
Das Bistum Portalegre-Castelo Branco (lateinisch Dioecesis Portalegrensis-Castri Albi, portugiesisch Diocese de Portalegre-Castelo Branco) ist eine in Portugal gelegene römisch-katholische Diözese mit Sitz in Portalegre.

## Weblinks

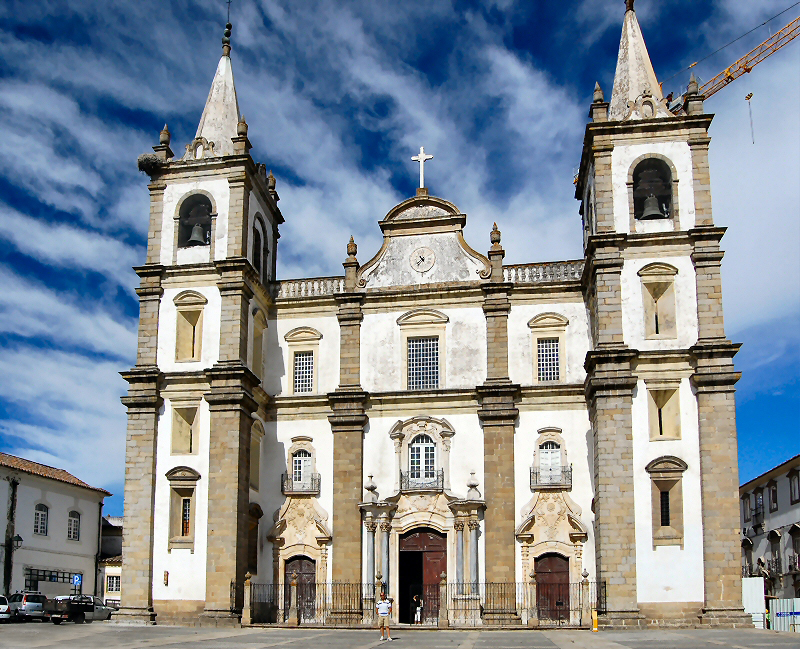
Kathedrale Nossa Senhora da Assunção in Portalegre
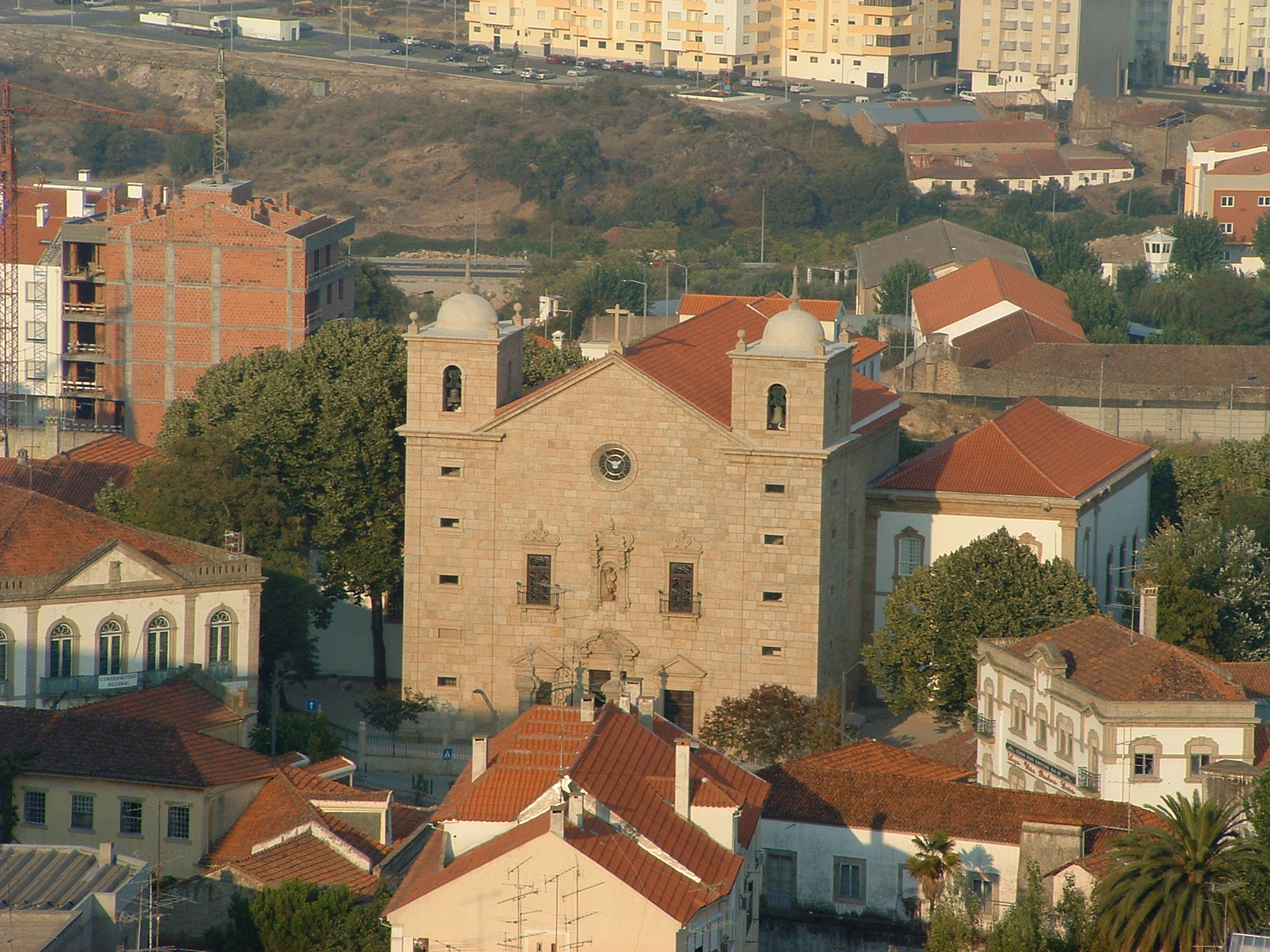
Konkathedrale São Miguel Arcanjo in Castelo Branco

## Geschichte
Das Bistum Portalegre-Castelo Branco wurde am 2. April 1550 durch Papst Julius III. mit der Apostolischen Konstitution Pro Excellenti Apostolicae Sedis aus Gebietsabtretungen des Erzbistums Évora und des Bistums Guarda als Bistum Portalegre errichtet und dem Patriarchat von Lissabon als Suffraganbistum unterstellt. Am 30. September 1881 wurden dem Bistum Portalegre durch Papst Leo XIII. mit der Apostolischen Konstitution Gravissimum Christi die Bistümer Castelo Branco und Elvas angegliedert. Das Bistum Portalegre wurde am 18. Juli 1956 in Bistum Portalegre-Castelo Branco umbenannt.